# Wadym Sosnychin
Wadym Ołeksandrowycz Sosnychin (ukr. Вадим Олександрович Соснихін, ros. Вадим Александрович Соснихин, Wadim Aleksandrowicz Sosnichin; ur. 2 sierpnia 1942 w Kijowie, ZSRR, zm. 30 września 2003 w Kijowie, Ukraina) – ukraiński piłkarz, grający na pozycji centralnego obrońcy, były reprezentant Związku Radzieckiego, trener piłkarski.

## Kariera piłkarska

### Kariera klubowa
Wychowanek Szkoły Piłkarskiej Nr 1 (od 1957) oraz Dynama Kijów (od 1959). Pierwszy trener Mychajło Korsunski. W 1960 zadebiutował w zespole rezerwowym. Od 1962 przez 12 lat był podstawą obrony Dynama, z którym odnosił największe sukcesy: Mistrzostwo ZSRR w 1966, 1967, 1968 i 1971 oraz puchar krajowy w 1964 i 1966. W 1973 w wieku 31 lat zakończył karierę piłkarską.

### Kariera reprezentacyjna
16 października 1966 zadebiutował w radzieckiej reprezentacji w spotkaniu eliminacyjnym do Mistrzostw Świata z Turcją przegranym 0:2. W sumie rozegrał 4 mecze. W 1971 wystąpił też w olimpijskiej reprezentacji ZSRR.

## Kariera trenerska
Po zakończeniu kariery zawodniczej w latach 1974–1991 był trenerem dzieci i juniorów w szkole piłkarskiej Dynama Kijów. W 2003 zmarł w wieku 61 lat.

## Sukcesy i odznaczenia

### Odznaczenia
- nagrodzony tytułem Mistrza Sportu ZSRR: 1964